# Martin Ferguson Smith

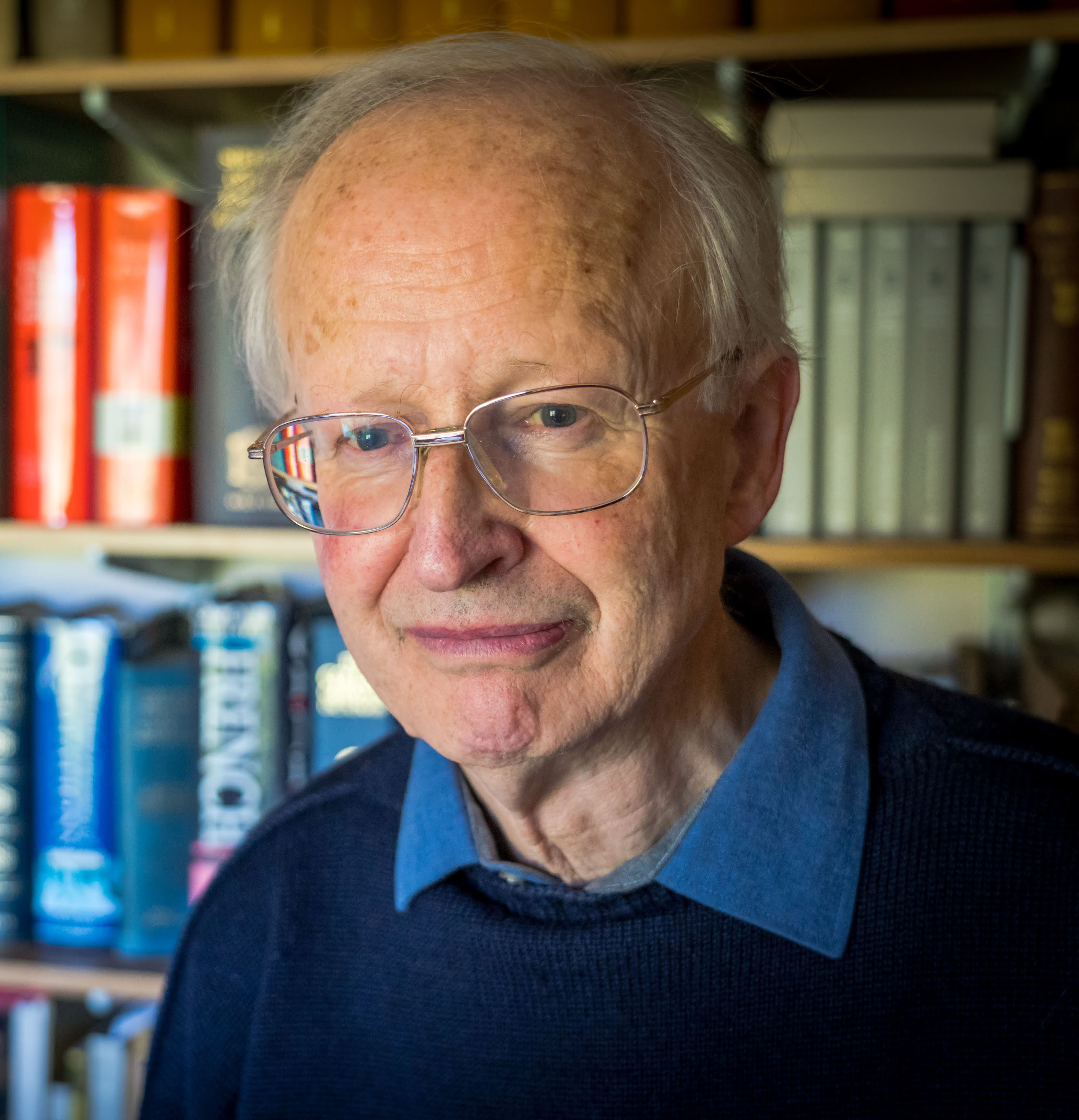
Martin Ferguson Smith

Martin Ferguson Smith OBE, MA, MLitt, LittD (Dublin), FSA, FRGS (* 26. April 1940) ist ein irischer Altphilologe, Epigraphiker und Philosophiehistoriker (Editionsphilologe).
Martin Ferguson Smith, der seinen Master of Letters bei D. E. W. Wormell an der Universität Dublin mit einer Arbeit über Lucretius: The Man and his Mission erworben hatte, war von 1988 bis 1995 Professor für Classics im Department of Classics and Ancient History der University of Durham. Seit 1995 ist er Emeritus Professor und lebt auf Foula, einer Insel der Shetlands.
Smith ist ein international bekannter und anerkannter Herausgeber und Übersetzer des Lukrez. Er hat die Ausgabe von William Henry Denham Rouse in der Loeb Classical Library überarbeitet und eine eigene Übersetzung des Lukrez veröffentlicht.
Zudem ist Smith Entdecker und Herausgeber beträchtlicher Teile der griechischen Inschrift, die der epikureische Philosoph Diogenes von Oinoanda im 2. Jh. n. Chr. in seiner Heimatstadt Oinoanda in den Bergen Lykiens aufstellen ließ (erste Teile wurden 1884 entdeckt und 1892 veröffentlicht). Die Ergebnisse wurden in vier Büchern und zahlreichen Artikeln veröffentlicht. Nach der Emeritierung arbeitete er mit Jürgen Hammerstaedt von der Universität zu Köln zusammen an der weiteren Ausgrabung und Rekonstruktion der Inschrift.
In den letzten Jahren hat Smith sich mit den Schriftstellerinnen Rose Macaulay, Virginia Woolf und Dorothy L. Sayers sowie den Künstlern Helen und Roger Fry beschäftigt.

## Auszeichnungen
2004 wurde er mit dem internationalen Theodor Mommsen Preis für Herculaneum Papyrologie ausgezeichnet.
2007 wurde ihm der Order of the British Empire ‘für Leistungen im Dienst an der Wissenschaft’ verliehen.

## Schriften (Auswahl)
Kommentierte Ausgaben des Lukrez mit Übersetzung
- Lucretius, On the nature of things. Translated, with introduction and notes, by Martin Ferguson Smith. Hackett Publishing Company, Indianapolis / Cambridge 1969, revised edition 2001, (Auszüge online). – (Prosaübersetzung) – Rez. von: Robert Todd, Bryn Mawr Classical Review 2002.02.08
- Lucretius, De rerum natura. With an English Translation by W. H. D. Rouse (zuerst 1924). Revised by Martin Ferguson Smith. Harvard University Press, Cambridge, Ma., London 1975, second edition 1982, reprinted with revisions 1992 (Loeb Classical Library 181).

Kommentierte Ausgaben des Diogenes von Oinonanda mit Übersetzung und Ergänzungsbände
- Diogenes von Oinoanda: The Epicurean inscription. Edited with introduction, translation, and notes by Martin Ferguson Smith. Neapel 1993. ISBN 88-7088-270-5 (Neueste und wissenschaftlich führende Ausgabe des griechischen Textes)
- Diogenes of Oinoanda: The Epicurean inscription. Supplement. Edited with introduction, translation, and notes by Martin Ferguson Smith. Neapel 2003. ISBN 88-7088-441-4
- Martin Ferguson Smith: The philosophical inscription of Diogenes of Oinoanda. (Tituli Asiae minoris. Ergänzungsbände. Band 20). Wien 1996. ISBN 3-7001-2596-8
- Jürgen Hammerstaedt, Martin Ferguson Smith: The Epicurean inscription of Diogenes of Oinoanda. Ten years of new discoveries and research. Habelt, Bonn 2014. – Rez. von: Holger Essler, (online); Tiziano Dorandi, (online).

Englische Literatur
- Dearest Jean. Rose Macaulay’s letters to a cousin. Manchester University Press, 2011.
- Virginia Woolf’s second visit to Greece. In: English Studies 92, Issue 1, 2011, 55-83.
- Sayers and the Somersham Pageant. In: SEVEN. An Anglo-American literary review 28, 2011.